# Anselmo María Coyné Barreras
Anselmo María Coyné Barreras (Pamplona, 21 de abril de 1829-Zaragoza, 1 de enero de 1896) fue un fotógrafo español creador del estudio fotográfico La Pamplonesa, junto con Valentín Marín Aicurgui, en Pamplona, y del estudio fotográfico Coyne de Zaragoza.

## Biografía
Hijo de Urbano Coyné (Toulouse, 1804-Pamplona, 1859) y Manuela Barreras, era el segundo de los cuatro hijos que tuvo este matrimonio. Su abuelo, Claudio Coyne (Montauban, 1768-Pamplona, 1827), enviudó en Toulouse, con dos hijos, y se vino a Pamplona, cuando Urbano tenía unos 16 años, donde casó con una vecina de Arre y se dedicó al negocio de la tintorería que continuaría su padre. Fue bautizado en la parroquia de San Juan Bautista de Pamplona situado dentro de la misma catedral.

### Por Europa y por América
Ausente durante algunos años de Pamplona, probablemente estuvo en Francia aprendiendo el oficio fotográfico o de tintorero volviendo a aparecer en 1855, coincidiendo con el fallecimiento de su madre Manuela. Vuelve temporalmente para ausentarse en América, quizá en Buenos Aires sin certeza documental sobre si su dedicación profesional en estos años era la fotografía o la química, o ninguna de ellas.

### Regreso a Pamplona
El 27 de septiembre de 1859 fallece su padre, a los 55 años, por lo que en 1860 que regresa tras la muerte de su padre y para ayudar a su hermano Ramón, aún menor de edad, con el negocio familiar, trasladando el taller de tintorería a la calle Mayor de Pamplona. Dos años más tarde, en 1862, el negocio familiar parece prosperar al mismo tiempo que su hermano Ramón figura ya casado, con veintiún años.

### En Zaragoza, por primera vez
Entre 1863 y 1865 parece que estuvo unos años a Zaragoza; aunque se casó más tarde con Ana María Lapetra Idoate, de Pamplona, en 1866, queda constancia de que el 15 de abril de 1864 nace su hija Elena Josefa, siendo bautizada en la parroquia del Pilar y teniendo su domicilio en la calle Nueva de la capital aragonesa. A falta de registros documentales ni evidencias en los periódicos zaragozanos, se desconoce si ya se dedicaba a la fotografía en esas fechas. Quizá pudo estar aprendiendo con Mariano Júdez Ortiz ya que al regresar a Pamplona en 1867.

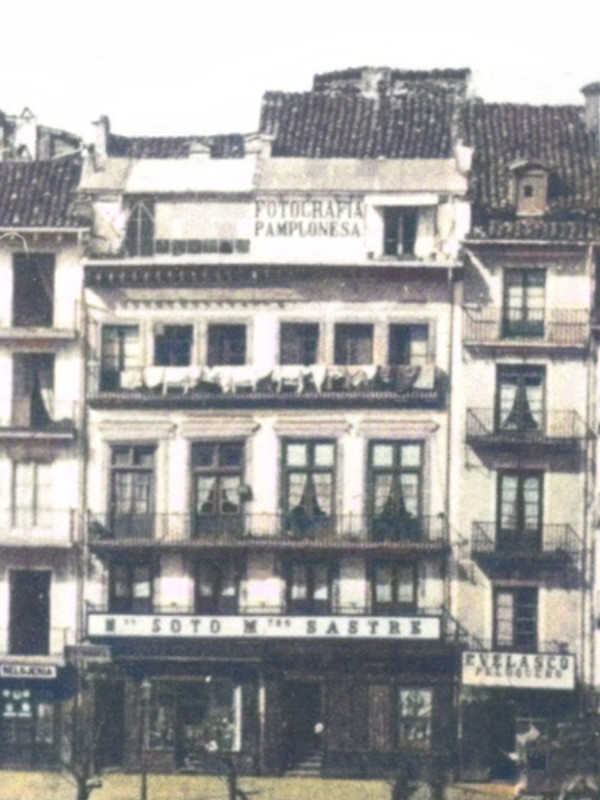
Estudio de Fotografía Pamplonesa (1873)

### Coyné, fotógrafo: Fotografía Pamplonesa (1866-1874)
Su regreso de Zaragoza, en 1865, supone el inicio constatable de su labor profesional como fotógrafo. Al tiempo que se casa con Ana Lapetra, recibe permiso de obras para abrir un estudio fotográfico en la entonces llamada Plaza de la Constitución, actual Plaza de España (Zaragoza), número 39. Tal desván había sido alquilado un mes antes por Valentín Marín Aicurgui (Pamplona, 1824-Abadiano, 1883), fotógrafo, que desde 1862 tenía un estudio fotográfico en San Sebastián, con la intención de hacer obras. Todo esto se produce entre enero y febrero de 1866. Había nacido «Fotografía Pamplonesa».
En un primer momento el tipo de fotografías que realizan es en formato de carte de visite apareciendo identificadas en los respaldos de sus trabajos el nombre del establecimiento, la sociedad "Coyné y Cía", "Coyné y Marín" y "Marín y Coyné". Como curiosidad la dirección que figura es «Plaza del Castillo», entonces tan solo una denominación popular que no oficial.